# Carlatton
Carlatton – civil parish w Anglii, w Kumbrii, w dystrykcie (unitary authority) Cumberland. W 2001 civil parish liczyła 29 mieszkańców.